# Ситроен 2CV
Ситроен 2CV (фр. Citroën 2CV), популарно зван спачек, је аутомобил који је производила француска фабрика аутомобила Ситроен. Производио се од 7. октобра 1948. до 27. јула 1990. године и произведен је у више од 5 милиона примерака.

## Историја

### Пројекат TPV
Идеја да се направи овакав аутомобил јавила се још тридесетих година 20. века. Наиме, било је то време националних заноса у Европи. У Италији је на власти био Мусолини и један од његових планова је био да омогући широким народним масама да купе аутомобил. Власник Фијата Ђовани Ањели ствара мали и јефтин аутомобил који могу да га сви купе. Тако је 1934. године створен тополино. Две године касније у Немачкој др Фердинанд Порше представља прототип бубе, народног аутомобила створена по жељи Хитлера.
У то време конструктори Ситроена добијају задатак да направе возило које може, брзином од 60 километара на сат, да повезе два путника, врећу кромпира тешку 50 килограма или балон вина, а да при том не троши више од три литра горива на сто километара. На листи захтева било је и да возило мора бити толико једноставно за управљање да у њему може да се снађе свака невешта домаћица и толико удобан да током вожње по тек преораном пољу не смеју да се сломе јаја у корпи на задњем седишту.
Пројекат назван TPV (tres petite voiture, у преводу врло мало возило), урађен је после испитивања тржишта, на основу кога је процењено да је возило намењено купцима плићих џепова. Тако је настао кишобран на точковима, довољно удаљен од тла да је могао да се безбедно креће лошим путевима, покретним (платненим) кровом, једноставним командама и најнеопходнијим инструментима и једним фаром. До почетка Другог светског рата направљено је 250 прототипова, али како је било јасно да се спрема рат, донета је одлука да се сви униште да га немачки војници не би открили. Четрдесетак година касније откривено је неколико преживелих прототипова. Њих су сакрили радници, а да о томе нису обавестили директоре који су руководили пројектом.

### Обнављање производње
После рата у Ситроену су донели одлуку да почну да производе своје врло мало возило. Цео пројекат је темељно прерађен. Уместо водом хлађеног мотора, какав се првобитно користио, изабран је ваздухом хлађени двоцилиндрични мотор запремине 375 cm3 и снаге 9 КС, који је помоћу четворостепеног мењача покретао предње точкове. Пошто је цена алуминијума после рата порасла, замењен је челичним лимом, али је и поред тога аутомобил дугачак 3,83 метра био тежак само 560 килограма. Редизајн је поверен Италијану Фламинију Бертонију, који је већ уживао завидан углед у Ситроену. Нови 2CV је, у поређењу с прототипом, прилагођен новим захтевима, изгубила се курбла, а уместо једног имао је два фара. Већ 1954. године у фабрици одлучују да га преобликују. Запремина мотора је порасла на 425 cm3. Замењена је предња хауба, која је сада била већа, а задње стакло је постало правоугаоно. Запремина мотора мењана је још неколико пута, да би 1970. године почео да се користи мотор запремине 602 3. Са запремином расла је и снага, која се померала на 13,5 КС, односно 28 КС, а у Јужној Америци су мотори запремине 602 кубика имали 33 КС.
У првих десет година производње, Ситроен 2CV је био доступан само у сивој боји.

## Модификације
1951. године Ситроен повлачи још један револуционарни потез и на платформи спачека прави лако доставно возило, односно комби. У овој варијанти произведено је 1.246.335 возила. Овај рецепт затим су почеле да користе и друге фабрике аутомобила. Спачек се појављивао у више варијанти. Тако је 1960. године приказана сахара, с погоном на сва четири точка и два мотора, сваку погонску осовину покретао је један мотор. Произведена су 694 оваква аутомобила.
На основи спачека Ситроен је касније представио низ модела са снажнијим моторима, кочницама и побољшаним вешањем, а једни од најпопуларнијих били су дијана и ами.

## Називи
Скоро у свакој земљи где се продавао, поред званичног, добио је још један назив. У Немачкој су га звали патка, у Норвешкој гвоздени кревет. У Шпанији је имао више имена као жаба, коза или два коња, у Ирану јуан, а у бившој Југославији спачек.

## Галерија
- Ситроен 2CV
- Ситроен 2CV
- Ситроен 2CV
- Ситроен 2CV
- 2CV 6 Club 1980−1987
- Верзија сахара
- 2CV комби